# オゾーリオ (戦車)
EE-T1 オゾーリオ（ポルトガル語: EE-T1 Osório）は、ブラジルで開発された主力戦車である。

## 車体
主砲や射撃管制装置（FCS）はイギリス、フランス製、エンジン周り・足回り等はドイツなど海外の戦車技術を組み合わせている。
主砲は、フランスGIAT社製120mmL52滑腔砲CN-120-G1もしくはイギリスロイヤル・オードナンス社製105mmL51ライフル砲L7A3のどちらかを選択できるようになっている。
複合装甲は独自開発とされるが、M1エイブラムスやチャレンジャー1、レオパルト2などの西側諸国製第3世代主力戦車の戦闘重量が54 tを超過しており、軽量で知られるソ連の戦車のT-80、T-72が42t対してオゾーリオのブラジル陸軍向けモデル(105mm砲)戦闘重量は41t弱、また120mm砲モデルの重量が44t弱と軽量であり、スペースド･アーマーや複合装甲を採用したオゾーリオの方が当時の仮想敵(T-72)よりHEAT弾や携帯ロケットに対する防御が高い可能性がある。

## 販売
オゾーリオはブラジルのエンゲーザ社によってブラジル陸軍向けおよび海外輸出用として開発された。潜在顧客と見込まれたアラブ諸国に提案されたが、アラブ諸国ではアメリカ製のM1エイブラムスが多く採用され、またロシアや東ヨーロッパ製のT-72/T-80が市場に多く出回ったこともあって、輸出には成功しなかった。
結局、1993年に2両の試作車がブラジル陸軍に引き渡された時点で開発元のエンゲーザ社が倒産したことから、量産型が製造されることは無かった。